# Trichophallus augustus
Trichophallus augustus (лат.) — вид кузнечиков рода Trichophallus из подсемейства Conocephalinae (Salomonina, Agraeciini, Tettigoniidae). Океания: Папуа — Новая Гвинея.
Голотип был собран в 1913 году экспедицией Kaiserin Augustafluss Expedition (Lager am Lehmfluss, 3 May 1913, coll. Bürgers, Музей естествознания, Берлин). Назван в память об экспедиции Augustafluss Expedition.

## Описание
Кузнечики средних размеров (длина тела около 2 см). Основная окраска тела желтовато-коричневая. Новый вид уникален для рода горбовидным внутренним выступом церок самцов и апикальным выступом, идущим с нижней стороны и удлиняющим ось церки. У самцов титиллаторы в апикальной части несут длинные щетинки, беловато-прозрачные, но несколько жестковатые. Самки могут быть идентифицированы по форме субгенитальной пластинки. Субгенитальная пластинка самки вентрально в форме треугольной чаши, дно которой имеет большое яйцевидное отверстие, апикальный угол вырезан, а базальный край сдвинут немного назад; базально-латеральные области широко расширены дорсально, за килями, отделяющими их от вентральной пластинки, проходит борозда, ещё один киль, снова борозда и дорсальный край вздут. Восьмой тергит брюшка с латерально-задней областью, вырезанной примерно на половину длины тергита. Вальвы яйцеклада с вентральным краем округло вздутым и сетующим, в целом охвачены субгенитальными долями; дорсальный край в основании с круглым сетозным лепестком средней длины.